# Cratere Li Fan
Li Fan  è un cratere sulla superficie di Marte.